# Kardamomheuvels
De Kardamomheuvels zijn een bergketen in het zuiden van India op de grens van Kerala in het westen en Tamil Nadu in het oosten. Ze zijn een onderdeel van de West-Ghats die langs de hele westkust van India lopen. Nabijgelegen zijn de Agasthyamalaiheuvels ten zuiden van Shencottah, de Anaimalaiheuvels ten noordwesten van de bergpiek Anai Mudi, en de Palniheuvels ten oosten van de Anai Mudi. Gezamenlijk hebben ze een belangrijke invloed op het weer in Kerala en het westen van Tamil Nadu. De Anai Mudi is met een piek van 2695 meter de hoogste berg in India buiten de Himalaya. De natuurparken in het gebied zijn een van de toeristische bestemmingen van Kerala.
De Kardamomheuvels dienen niet te worden verward met het Cardamomgebergte in Cambodja en Thailand.

## Ontstaan
De West-Ghats en daarmee de Kardamomheuvels worden niet geacht ontstaan te zijn zoals de Alpen, door het botsen van aardschollen. Het oordeel is dat ze meer lijken op de breukrand van het Hoogland van Dekan die vrij kwam toen Gondwana uiteen viel zo'n 150 miljoen jaar geleden, en India als een oostelijk schol langzaam naar het noord-oosten dreef. Mogelijk zijn de bergen nog verhoogd door de vulkanische activiteit die ook de basaltvlaktes van de Deccan Traps hebben gevormd.

## Klimaat en natuur
De Kardamomheuvels vormen een regenschaduw voor het gebied ten oosten in Tamil Nadu. De zuid-west moesson brengt in de zomer ongeveer 3 meter regen in Kerala aan de westkant. Het stijgen van de moesson wind die vanaf de Indische Oceaan komt zorgt hiervoor. Aan de oostkant in Tamil Nadu, in de regenschaduw, valt veel minder regen, ongeveer 80 centimeter per jaar. Deze regen valt minder tijdens de zuid-west moesson en meer tijdens de noord-oost moesson die hier over de Golf van Bengalen komt en ook regen brengt. Aan beide kanten van de Kardamomheuvels is het warm, het gebied ligt dicht bij de evenaar. In Kerala is het het hele jaar ongeveer 30 °C. Aan de kant van Tamil Nadu ongeveer 30 °C, behalve vlak voor en in het begin van de moesson, dan is het ongeveer 36 °C. In de bergen zelf is het koeler, door de hoogte, het is het hele jaar rond de 24 °C.
| Maand                                         | jan  | feb  | mrt  | apr  | mei   | jun   | jul   | aug   | sep   | okt   | nov   | dec  | Jaar    |
| --------------------------------------------- | ---- | ---- | ---- | ---- | ----- | ----- | ----- | ----- | ----- | ----- | ----- | ---- | ------- |
| Gemiddeld maximum (°C)                        | 31,7 | 31,9 | 32,5 | 32,9 | 32,3  | 30,1  | 29,3  | 29,3  | 30,0  | 30,6  | 31,2  | 31,8 | 31,1    |
| Gemiddeld minimum (°C)                        | 22,6 | 24,0 | 25,3 | 25,9 | 25,7  | 24,1  | 23,7  | 23,9  | 24,2  | 24,1  | 24,0  | 23,1 | 24,2    |
|                                               |      |      |      |      |       |       |       |       |       |       |       |      |         |
| Neerslag (mm)                                 | 23,3 | 25,9 | 30,8 | 94,8 | 282,8 | 705,8 | 593,6 | 403,1 | 279,6 | 320,3 | 174,9 | 43,2 | 2.978,0 |
| Bron: Kochi, Indian Meteorological Department |      |      |      |      |       |       |       |       |       |       |       |      |         |

| Maand                                           | jan  | feb  | mrt  | apr  | mei  | jun  | jul  | aug  | sep   | okt   | nov   | dec  | Jaar  |
| ----------------------------------------------- | ---- | ---- | ---- | ---- | ---- | ---- | ---- | ---- | ----- | ----- | ----- | ---- | ----- |
| Gemiddeld maximum (°C)                          | 30,6 | 33,2 | 35,8 | 37,3 | 37,7 | 36,8 | 36,0 | 35,7 | 34,8  | 32,7  | 30,6  | 29,7 | 34,2  |
| Gemiddeld minimum (°C)                          | 20,1 | 21,1 | 23,0 | 25,4 | 26,1 | 26,1 | 25,6 | 25,3 | 24,3  | 23,6  | 22,6  | 21,1 | 23,7  |
|                                                 |      |      |      |      |      |      |      |      |       |       |       |      |       |
| Neerslag (mm)                                   | 7,4  | 11,8 | 14,1 | 37,1 | 72,6 | 32,0 | 83,2 | 80,3 | 146,9 | 159,4 | 140,3 | 53,0 | 838,0 |
| Bron: Madurai, Indian Meteorological Department |      |      |      |      |      |      |      |      |       |       |       |      |       |

De bergen zijn van nature begroeid met vochtige tropische bossen en op grotere hoogte koele regenwouden. Het Nationaal Park Periyar is een van de vele voorbeelden hiervan. Er groeien bomen als teak, palissander, terminaliabomen, sandelhout, mangobomen, jambolan, tamarinde, kinobomen en banyan, en planten als plumerias, flamboyant en bamboe, en meer bomen en planten die alleen in deze bergen voorkomen. Het is een beschermd stuk in het leefgebied van Bengaalse tijgers en Indische olifanten, en er leven zeldzame dieren als de Nilgirithargeit en Travancore vliegende eekhoorn. Rond het park zijn plantages met thee, kardamom, peper en koffie. Het park wordt beschermd door onder andere de Wildlife (Protection) Act, 1972, de Forest (Conservation) Act, 1980 en de Environment (Protection) Act, 1986.

## Landbouw en bewoning
In Kerala als geheel worden rijst, kokosnoten, thee, koffie, cashewnoten en rubberbomen geteeld, en specerijen als kardemom, vanille, kaneel en nootmuskaat. Rijst en kokosnoten worden aan de kust geteeld, kardamom, peper, rubberbomen, thee en koffie op grotere hoogte. Meer dan de helft van het district Idukki, waar het Nationaal Park Periyar in ligt, is bos. Hier wonen ongeveer 260 mensen per vierkante kilometer. Ter vergelijking, in het district Malappuram aan de kust wonen ongeveer 1160 mensen per vierkante kilometer, en in een stad als Kochi 6340. In Kerala geldt de Kerala Land Reforms Act 1970 die de overgang regelt vanuit de koloniale verdeling van grond na de onafhankelijkheid. Ook op de teelt van kardamom heeft deze wet invloed.